# الجمعية الإسلامية لأمريكا الشمالية
الجمعية الإسلامية لأمريكا الشمالية إسنا (Islamic Society of North America - ISNA) هي أكبر منظمة للمسلمين في أمريكا[ ؟ ] الشمالية. اسست في العام 1963 ويقع المقر في مدينة پلينفيلد، في ولاية انديانا.من اهداف المنظمة الوحدة بين كل المسلمين في أمريكا الشمالية. بالإضافة إلى ذلك تتمنى ان تصبح مثال لمنظمات أخرى. هذه المنظمة تعمل لتقدم الإسلام بطريقة ايجابية إلى المجتمع الأمريكي وتنمي أيضا برامج تعليمية واجتماعية. المنظمة أيضا تحافظ على علاقات جيدة مع جمعيات دينية أخرى وتمثل الجمعية المسلمين في اجتمعات رسمية حكومية.كل عام الجمعية الإسلامية تقيم مؤتمر كبير في مدينة كبيرة في الولايات المتحدة. ينعقد المؤتمر في عيد العمل في شهر سبتمبر. هذا المؤتمر هو أكبر اجتماع للمسلمين الأمريكيين. تصدر الجمعية أيضا مجلة 'الافق' مرتين كل شهر. قائد الجمعية سيد سعيد. هو نشيط جدا في كل منطقة أمريكا.يحاضر في عدد كبير من المدن ويمثل المسلمين في مواعد ومناقشات كثيرة. جمعية أمريكا الشمالية إسلامية تقدم للمسلمين عدد كبير من الخدمات مثل خدمات زوجية، ويرتب قائمة المطاعم الحلال، والخدمات العائلية.

## قائمة رؤساء الجمعية
- إنغريد ماتسون

## وصلات خارجية
- الموقع الرسمي
- الجمعية الإسلامية لأمريكا الشمالية (ISNA) تتحول إلى حسناء جديدة في حفلة الإسلامويين[وصلة مكسورة]، إسلام ديلي
- مسلمو أمريكا يبادرون لإنقاذ الأسرة في المجتمع الأمريكي، مركز الدراسات الإسلامية، 13 ديسمبر 2009

‌